# Modest Petrovič Musorgski
Modest Petrovič Musorgski (rusko Моде́ст Петро́вич Му́соргский), ruski skladatelj, * 21. marec (9. marec, ruski koledar) 1839, Karevo, okrožje Pskov, Rusija, † 28. marec (16. marec) 1881, Sankt-Peterburg, Rusija. 
Musorgski je bil skladatelj Ruske peterke. Svoje glasbene ideje je večinoma črpal iz zgodovinske zakladnice narodne folklore, s svojimi inovacijami pa močno vplival na tedanje in poznejše glasbene ustvarjalce. Njegova najbolj znana dela so opera Boris Godunov, simfonična pesnitev Noč na golem brdu in klavirska suita Slike z razstave. 

## Življenje

### Zgodnja leta
Musorgski je bil rojen v Karevu v Pskovski guberniji, 400 km južno od Sankt Petersburga. Njegova družina je bila lastnica velikih posestev in plemiškega rodu. Pri šestih letih ga je začela klavir učiti mati, sama pianistka. Njegov napredek je bil hiter, tako da je po treh letih že zaigral dela Franza Liszta za družino in prijatelje. Ko se je družina preselila v Sankt Peterburg, so ga vpisali v nemško gimnazijo Sv. Petra in Pavla, zatem na Inštitut Komarovo in nazadnje na kadetsko šolo, ki jo je končal kot častnik leta 1855. Po družinski tradiciji je odšel v Preobraženski polk, polk Ruske cesarske garde.
Med študijem je glasba ostala zanj pomembna. Kot pianist je igral na plesih, ki jih je prekinjal s svojimi improvizacijami. Zanimal se je za zgodovino in filozofijo ter študiral nemščino.

### Zrela leta
V oktobru 1856 je Musorgski srečal 22-letnega vojaškega zdravnika Aleksandra Borodina, kateri je vplival najnj na področju glasbe .Postala sta dobra prijatelja. 
V tem obdobju je zaradi spleta dogodkov (konec krimske vojne, kolere, leta 1861 uvedene reforme carja Aleksandra II.) skopnelo premoženje družine Musorgski. Modest je dal odpoved gardi in se zaposlil kot uradnik.
Kot dober pianist je pozimi 1856/57 postal stalni obiskovalec pri skladatelju Aleksandru Dargomižskem. Tam je srečal kritika Vladimirja Stasova, okoli katerega se je oblikovala skupina demokratičnih radikalnih razumnikov, kasneje poimenovana "peterica" (César Kjuj, Balakirev, Rimski-Korsakov, Borodin, Musorgski).
Leta 1858 se je Musorgski posvetil samo glasbi. Zanimal se je za ljudsko petje in pisal za glas in klavir. Leto kasneje je pridobil dragocene odrske izkušnje pri pomoči izvedbe Glinkove opere Življenje za carja. Štiriročna klavirska sonata, ki jo je napisal leta 1860, je njegova edina sonatna oblika. 
Resnično življenje prizadene Musorgskega leta 1865, ko mu je umrla mama. Vdal se je alkoholizmu. Leta 1867 je bilo leto, v katerem je končal izvirno orkestrsko različico Noč na Golem brdu (ki pa jo je Balakirev kritiziral in zavrnil vodenje, kar pomeni, da ni bilo nikoli izvedeno za časa življenja Musorgskega).

### Vrhunec
Kariera Musorgskega kot javnega uslužbenca nikakor ni bila stabilna in varna, čeprav je delal na različnih mestih in bil deležen napredovanj. Zaposlil se je kot tajnik v inženirskem oddelku prometnega ministrstva in se preselil v komuno skupaj s petimi somišljeniki.
V tem obdobju so se pojavile odločilne spremembe v njegovem umetniškem življenju. Kot skladatelj je živel idejo Černiševskega, da mora umetnost izobraževati, vzgajati in privzdigniti človeštvo z umetniško resnico. Živi pri bratu in svakinji in se spoprijatelji z Rimskim-Korsakovom. Peterica deluje in se druži v hiši Ljudmile Šastakove, ki podpira novo rusko glasbo.
Musorgski leta 1868 prične pisati glasbo za prvih enajst prizorov Ženitve po Nikolaju Gogolju. Delo kasneje opusti. Aprila je izgubil službo. V dvanajstih dneh je končal partituro Noč na Golem brdu.
Kot 29-leten začne pisati opero oziroma glasbeno ljudsko dramo o zgodbi Borisa Godunova, ki jo je pisal med letoma 1868 in 1870. Libreto je napisal sam po Puškinovem besedilu. Poudarek je bil na množičnih prizorih. Carsko gledališče je izvedbo leta 1871 zavrnilo. Napisati je moral novo različico, ki je bila končana leta 1874. Uspešna premiera Borisa Godunova je bila 8. februarja 1874 v Mariinskem gledališču v Sankt Petersburgu.
Konec leta 1870 je postal pomočnik vodje gozdarskega oddelka. Začel je pisati Hovanščino, ki je ostala nedokončana, čeprav jo je pisal do leta 1880. Končal jo je Rimski-Korsakov leta 1883, premiera pa je bila deset let kasneje v Kijevu. Nastajati začne ciklus pesmi Brez sonca in Slike z razstave. Kariera Musorgskega je bila na višku.

### Pozna leta
Skupina okoli Balakireva je razpadla. Musorgski je bil še posebej prizadet. Zapadel je alkoholizmu. Umrl je njegov prijatelj Viktor Hartmann, njegov sorodnik in donedavni sostanovalec Arseny Golenishchev-Kutuzov se je odselil. Alkoholizem ga je privedel do izolacije in samouničenja.
Za nekaj časa je Musorgski uspel ohraniti svojo ustvarjalno moč: njegove skladbe iz obdobja po letu 1874 so preludij k Hovanščini z naslovom Zora na reki Moskvi in klavirska suita Slike z razstave (v spomin na Hartmanna). Začel je delati na drugi operi po Gogoljevem besedilu, Soročinski sejem.
V letih, ki so sledila, je Musorgski vse bolj propadal. Kljub novemu krogu uglednih osebnosti se ni mogel upreti alkoholu. Čeprav pijan, je v zadnjih 6 letih napisal nekaj najboljših del: štiri Pesmi in plesi o smrti. Njegova kariera uradnika je bila negotova zaradi pogostih "bolezni" in odsotnosti. Leta 1880 je bil dokončno odpuščen iz državne službe. Zavedal se je svoje bede. V začetku leta 1881 je odšel v bolnišnico na zdravljenje. Teden dni po svojem 42. rojstnem dnevu je umrl. Pokopan je na pokopališču Tihvin v samostanu Aleksandra Nevskega v Sankt Peterburgu.

## Delo
Dela Musorgskega so slogovno romantična in se močno naslanjajo na ruske glasbene teme. Bil je navdih za mnoge ruske skladatelje, predvsem na Dmitrija Šostakoviča (v poznih simfonijah) in Sergeja Prokofjeva (v svojih operah).
Leta 1868/9 je napisal opero Boris Godunov, ki govori o življenju ruskega carja, vendar je bila zavrnjena s strani Marijinskega gledališča. Musorgski je delo preuredil do leta 1874. Prva različica je temnejša in bolj zgoščena kot novejša, pa tudi bolj surova. Nikolaj Rimski-Korsakov je opero ponovno orkestriral leta 1896, revidirana je bila tudi leta 1908. Opero so revidirali tudi drugi skladatelji, zlasti Šostakovič, in jo izvedli v dveh različicah, eno za film in eno za oder.
Opera Hovanščina je bila nedokončana. V glasbi je zaslediti orientalske plese, simfonični preludij k vakemu dejanju, ki je obsežen in poln realističnih ljudskih prizorov. Opera vsebuje tudi ljubezensko zgodbo. Opero je dokončal Rimski-Korsakov in je premiero doživela leta 1886 v Sankt Petersburgu. Tudi to opero je spremenil Šostakovič.
Soročinski sejem je še ena nedokončana opera, se pa pogosto izvaja plesni odlomek Gopak. V Soročinski sejem spada tudi odlomek Kresna noč na Golem brdu, ki ga je leta 1866 orkestriral Rimski-Korsakov in nosi naslov Noč na Lisi gori.
Najbolj domiselno in pogosto izvajano delo Musorgskega je ciklus klavirskih skladb imenovanih Slike z razstave (Kartinki s vistavki). To glasbo, najbolj znano po orkestraciji Maurica Ravela iz leta 1928, je napisal v spomin na svojega prijatelja, arhitekta Viktorja Hartmanna.

### Opere
- Boris Godunov (1869, druga redakcija 1874)
- Hovanščina (1872—1880, nedokončana; redakcija: N. A. Rimski-Korsakov, 1883; D. D. Šostakovič, 1958)
- Soročinski sejem (1874—1880, nedokončana; redakcija: C. A. Kjoj, 1917; V. Я. Šebalin, 1931)
- Ženitev (1868, nedokončana; redakcija: M. M. Ippolit-Ivanov, 1931; G. N. Roždestvenskog, 1985)
- Salambo (nedokončan Peško, 1979)

### Klavirski ciklus
- Slike z razstave (1874)

### Simfonična pesnitev
- Noč na Golem brdu (1867)

### Ciklusi
- Otroška soba
- Brez sonca  (1874)
- Pesmi in plesi smrti (1877); orkestracija: Э. V. Denisova, N. S. Korndorfa, D. D. Šostakoviča.